# Alzano 1909 Virescit Football Club 1996-1997
Questa pagina raccoglie le informazioni riguardanti l'Alzano 1909 Virescit Football Club nelle competizioni ufficiali della stagione 1996-1997.

## Rosa
| N. |                   | Ruolo | Calciatore            |
| -- | ----------------- | ----- | --------------------- |
|    | Italia (bandiera) | C     | Michele Andrisani     |
|    | Italia (bandiera) | C     | Paolo Ardenghi        |
|    | Italia (bandiera) | C     | Marco Asara           |
|    | Italia (bandiera) | A     | Paolo Bernardi        |
|    | Italia (bandiera) | C     | Igor Bertoncelli      |
|    | Italia (bandiera) | C     | Fabio Bertoni         |
|    | Italia (bandiera) | C     | Marco Bolis           |
|    | Italia (bandiera) | A     | Pietro Luca Bonisegna |
|    | Italia (bandiera) | D     | Roberto Dagani        |
|    | Italia (bandiera) | P     | Cristiano Donati      |
|    | Italia (bandiera) | A     | Giacomo Ferrari       |
|    | Italia (bandiera) | C     | Giorgio Gherardi      |

| N. |                   | Ruolo | Calciatore                |
| -- | ----------------- | ----- | ------------------------- |
|    | Italia (bandiera) | C     | Devis Giani               |
|    | Italia (bandiera) | P     | Alessandro Guercilena (I) |
|    | Italia (bandiera) | D     | Roberto Inverardi         |
|    | Italia (bandiera) | C     | Armando Madonna           |
|    | Italia (bandiera) | A     | Antonio Marotta           |
|    | Italia (bandiera) | A     | Claudio Milanese          |
|    | Italia (bandiera) | C     | Antonio Obbedio           |
|    | Italia (bandiera) | D     | Andrea Quaglia            |
|    | Italia (bandiera) |       | Rossini                   |
|    | Italia (bandiera) | D     | Valentino Rossoni         |
|    | Italia (bandiera) | D     | Giuseppe Sanfratello      |
|    | Italia (bandiera) | C     | Pier Angelo Zanini        |

## Risultati

### Campionato

#### Girone di andata
| 1º settembre 1996 1ª giornata | Brescello | 3 – 1 | Alzano Virescit |  |

| 8 settembre 1996 2ª giornata | Alzano Virescit | 0 – 0 | Modena |  |

| 15 settembre 1996 3ª giornata | Treviso | 2 – 0 | Alzano Virescit |  |

| 22 settembre 1996 4ª giornata | Alzano Virescit | 1 – 1 | Montevarchi |  |

| 28 settembre 1996 5ª giornata | Alzano Virescit | 2 – 2 | Saronno |  |

| 6 ottobre 1996 6ª giornata | Monza | 0 – 1 | Alzano Virescit |  |

| 20 ottobre 1996 7ª giornata | Alzano Virescit | 0 – 0 | Alessandria |  |

| 27 ottobre 1996 8ª giornata | Spezia | 0 – 0 | Alzano Virescit |  |

| 3 novembre 1996 9ª giornata | Alzano Virescit | 1 – 1 | Siena |  |

| 10 novembre 1996 10ª giornata | SPAL | 0 – 0 | Alzano Virescit |  |

| 24 novembre 1996 11ª giornata | Alzano Virescit | 1 – 0 | Pistoiese |  |

| 1º dicembre 1996 12ª giornata | Carpi | 1 – 3 | Alzano Virescit |  |

| 8 dicembre 1996 13ª giornata | Alzano Virescit | 2 – 0 | Novara |  |

| 15 dicembre 1996 14ª giornata | Como | 4 – 1 | Alzano Virescit |  |

| 22 dicembre 1996 15ª giornata | Alzano Virescit | 0 – 1 | Fiorenzuola |  |

| 29 dicembre 1996 16ª giornata | Carrarese | 1 – 0 | Alzano Virescit |  |

| 12 gennaio 1997 17ª giornata | Alzano Virescit | 0 – 1 | Prato |  |

#### Girone di ritorno
| 18 gennaio 1997 17ª giornata | Alzano Virescit | 0 – 0 | Brescello |  |

| 26 gennaio 1997 19ª giornata | Modena | 1 – 0 | Alzano Virescit |  |

| 2 febbraio 1997 20ª giornata | Alzano Virescit | 0 – 0 | Treviso |  |

| 9 febbraio 1997 21ª giornata | Montevarchi | 3 – 2 | Alzano Virescit |  |

| 16 febbraio 1997 22ª giornata | Saronno | 1 – 1 | Alzano Virescit |  |

| 23 febbraio 1997 23ª giornata | Alzano Virescit | 0 – 1 | Monza |  |

| 2 marzo 1997 24ª giornata | Alessandria | 3 – 2 | Alzano Virescit |  |

| 9 marzo 1997 25ª giornata | Alzano Virescit | 2 – 1 | Spezia |  |

| 16 marzo 1997 26ª giornata | Siena | 2 – 1 | Alzano Virescit |  |

| 29 marzo 1997 27ª giornata | Alzano Virescit | 2 – 2 | SPAL |  |

| 6 aprile 1997 28ª giornata | Pistoiese | 1 – 0 | Alzano Virescit |  |

| 12 aprile 1997 29ª giornata | Alzano Virescit | 0 – 1 | Carpi |  |

| 20 aprile 1997 30ª giornata | Novara | 1 – 1 | Alzano Virescit |  |

| 27 aprile 1997 31ª giornata | Alzano Virescit | 0 – 0 | Como |  |

| 4 maggio 1997 32ª giornata | Fiorenzuola | 1 – 1 | Alzano Virescit |  |

| 11 maggio 1997 33ª giornata | Alzano Virescit | 1 – 0 | Carrarese |  |

| 18 maggio 1997 34ª giornata | Prato | 1 – 0 | Alzano Virescit |  |